# Gina Mancuso-Prososki
Gina Mancuso-Prososki   (Bellevue, 31 de maig de 1991) és una jugadora de voleibol estatunidenca de les Omaha Supernovas de la lliga Pro Volleyball Federation.
Va jugar a l'equip de la Universitat de Nebraska. Va participar en la Copa CEV femenina de 2015-2016, amb el Dresdner SC.